# Kanton Aramits
Aramits is een voormalig kanton van het Franse departement Pyrénées-Atlantiques. Het kanton maakte deel uit van het arrondissement Oloron-Sainte-Marie. Het werd opgeheven bij decreet van 25 februari 2014, met uitwerking op 22 maart 2015. Alle gemeenten werden opgenomen in het nieuwe kanton Oloron-Sainte-Marie-1.

## Gemeenten
Het kanton Aramits omvatte de volgende gemeenten:
- Ance
- Aramits (hoofdplaats)
- Arette
- Féas
- Issor
- Lanne-en-Barétous